# Keep It Movin' (Halle Bailey e Phylicia Pearl Mpas)
Keep It Movin'  è un singolo delle cantanti statunitensi Halle Bailey e Phylicia Pearl Mpas, pubblicato l'11 novembre 2023 come primo singolo dall'album della colonna sonora del film del 2023 The Color Purple attraverso Gamma Records.

## Antefatti e descrizione
Dopo l'annuncio della produzione de Il colore viola diretto da Blitz Bazawule, secondo adattamento cinematografico dell'omonimo romanzo del 1982 di Alice Walker dopo il film di Steven Spielberg del 1985, Kris Bowers è stato nominato compositore della colonna sonora.

Il duo americano di produttori e autori Nova Wav, composto da Denisia Andrews e Brittany Coney, è stato coinvolto nel progetto del regista Blitz the Ambassador. Il duo ha scritto e composto la canzone originale Keep It Movi, con Morten Ristorp e Halle Bailey. La canzone è interpretata da Bailey con Phylicia Pearl Mpas, entrambi presenti nel cast del film. In un'intervista a TheWrap, Andrews ha spiegato le sessioni di scrittura e produzione della canzone:

## Tracce
Download digitale
Testi e musiche di Denisia Andrews, Brittany Coney, Halle Bailey, Morten Ristorp, Stephen Bray, Blitz Bazawule
1. Halle Bailey e Phylicia Pearl Mpas – Keep It Movin' – 3:52

## Riconoscimenti
Black Reel Awards
- 2024 – Miglior canzone originale

Hollywood Music in Media Awards
- 2023 – Candidatura alla miglior canzone originale per un film
- 2023 – Candidatura alla miglior interpretazione di una canzone in un film